# Cette bonne vieille Mélodie
Cette bonne vieille Mélodie (titre original : Remembering Melody) est une nouvelle de George R. R. Martin, parue pour la première fois en avril 1981 dans le magazine The Twilight Zone Magazine. Cette nouvelle fait partie du recueil original Songs the Dead Men Sing, regroupant neuf histoires de Martin, publié en octobre 1983.
La nouvelle n'a été traduite et publiée en français qu'en septembre 2014 dans le recueil La Fleur de verre, regroupant sept histoires de Martin, aux éditions ActuSF. 

## Distinction
- La nouvelle a été nommée pour le prix Locus de la meilleure nouvelle courte 1982.